# Góra Świętej Anny (Pasmo Wolińskie)
Góra Świętej Anny – wzgórze o wysokości 111 m n.p.m. na wyspie Wolin, na terenie Wolińskiego Parku Narodowego, położone w woj. zachodniopomorskim, w powiecie kamieńskim, w gminie Międzyzdroje.
Ok. 0,5 km na północny wschód od Góry Św. Anny znajduje się Góra Marii, a 0,5 km na południe Wysoczyzna. Ok. 1,1 km na północ leży osada Grodno.
Na wzgórzu znajduje się zniszczona wieża obserwacyjna.